# Stockholms pendeltåg
Stockholms pendeltåg is het stadsgewestelijke net van voorstadstreinen in en om de Zweedse hoofdstad Stockholm. De diensten worden uitgevoerd op de spoorlijnen van het nationale spoorwegnet in opdracht van Storstockholms Lokaltrafik (SL), de vervoersautoriteit van de provincie Stockholms län. Sinds december 2016 is MTR Pendeltågen de vervoerder in opdracht van SL.

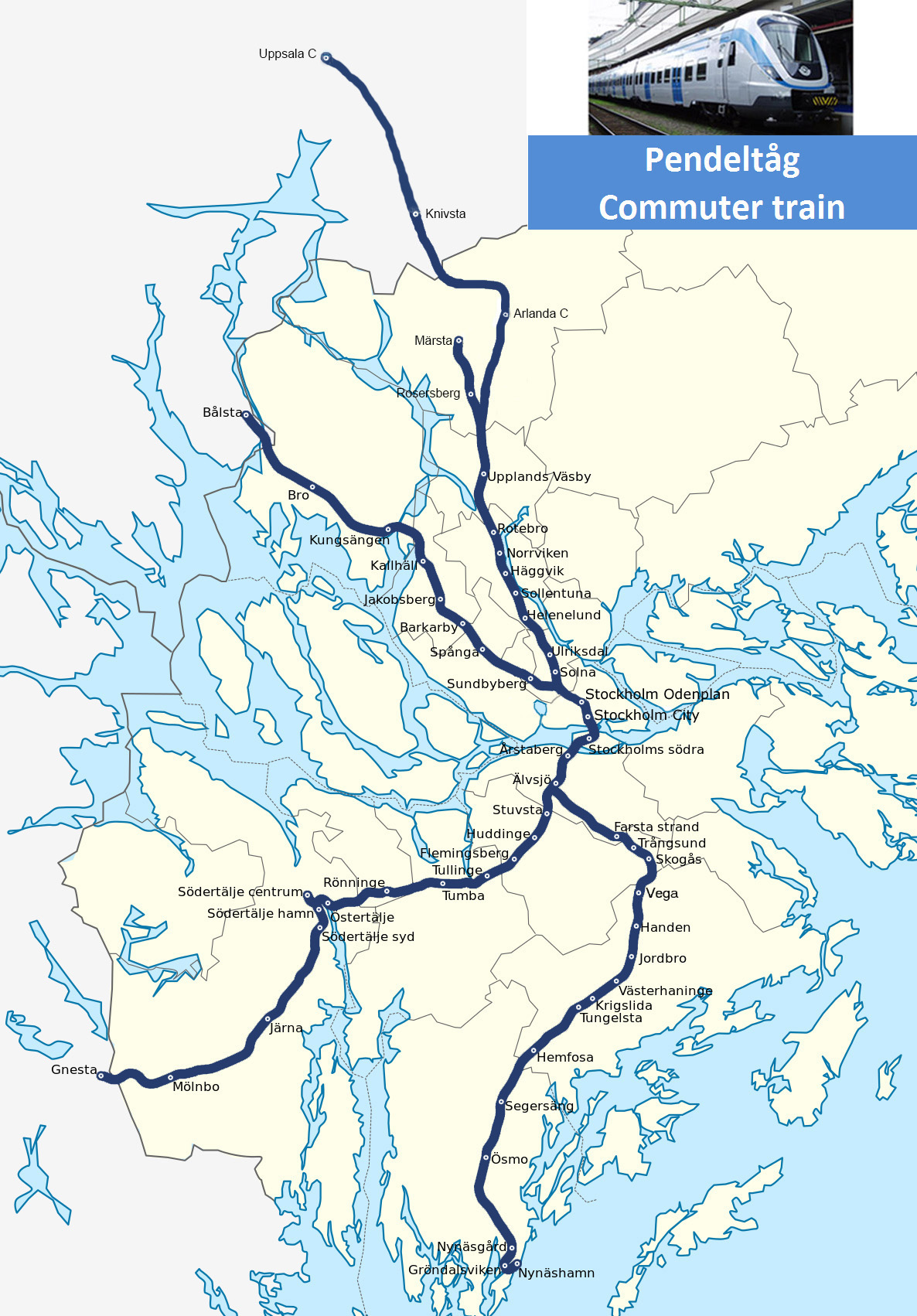

## Geschiedenis

### Oprichting
Al aan het einde van de 19e eeuw werden voorstadsdiensten rond Stockholm onderhouden door de staatsspoorwegen (SJ) en verschillende particuliere spoorwegmaatschappijen als onderdeel van hun normale reizigersdienst. In de jaren 60 van de 20e eeuw wilde SJ, om financiële redenen, af van het voorstadsverkeer. In 1964 werd de Hörjel-overeenkomst gesloten waarbij de voorstadsdiensten rond Stockholm per 1 januari 1967 werden ondergebracht bij SL, destijds het gemeente vervoer bedrijf van de stad Stockholm. SL bepaalde voortaan de tarieven en SJ werd door SL ingehuurd als vervoerder. De frequentie moest worden opgevoerd en de dienstuitvoering werd georganiseerd zoals de metro. De stations werden opgeknapt en voorzien van de J van järnväg in dezelfde stijl als de T bij de metrostations. Voor het stadsgewestelijk net werden nieuwe treinstellen besteld. De eerste treinstellen van het type X1 werden op 12 mei 1968 in dienst gesteld. 15 jaar later kwam de opvolger X10 die erg leek op zijn voorganger en er bovendien mee gekoppeld kon worden. In 2005 deed de X60 haar intrede en sinds de opening van Citybanan is dit het enige treintype dat door de pendeltåg wordt gebruikt.

### Vervoerders
Het concept werd eerst "SL voorstadstrein" genoemd, daarna "SL lokaalspoor". Pas ver in de jaren 80 van de 20e eeuw werd de naam "pendeltåg" officieel. De respectievelijke vervoerders zijn:
- 1967-2000 Statens Järnvägar (SJ)
- 2000 – 17 juni 2006 Citypendeln.
- 17 juni 2006 – 10 december 2016 Stockholmståg
- 10 december 2016 – MTR Pendeltågen

De treinen zelf zijn echter eigendom van SL, net als alle voertuigen in het treinverkeer van SL.
In het eerste jaar was er slechts één lijn Södertälje Södra-Stockholm C-Kungsängen. Op 1 juni 1969 werd de route aan de noordkant gewijzigd met Märsta als noordelijke eindpunt. De Mälarbanan werd daarna bediend door een tweede forensenlijn, Stockholm-Kungsängen. Deze gebruikte op Stockholm C de kopsporen aan de noordkant en overstappers tussen beide lijnen moesten ofwel door de stationshal of overstappen op station Karlberg. Pas in 1975 werd de doorgaande dienst Kungsängen-Stockholm-Västerhaninge geopend, met aansluitende pendeltreinen tussen Västerhaninge en Nynäshamn op de Nynäsbanan. De overstap was nodig omdat alleen korte treinen reden tussen Västerhaninge en Nynäshamn in verband met de korte perrons langs de Nynäsbanan.

### Capaciteit
Vanaf het begin reden de voorstadsdiensten van SL op hetzelfde spoor als de goederen- en langeafstandsdiensten van SJ. Het was meteen duidelijk dat de capaciteit verhoogd zou moeten worden en dat forensentreinen uiteindelijk steeds meer "eigen" sporen zouden krijgen. Uitbouw van dubbelspoor naar viersporig zou plaatsvinden op de drukste routes en forensentreinen zouden op de binnenste sporen rijden en ander reiziegersverkeer op de buitenste. Het eerste viersporige traject werd in 1972 in gebruik genomen tussen Årstabron en Älvsjö. Grootschalige uitbouw van trajecten naar vier sporen vond plaats tussen 1986 en 1996. Het langeafstandsverkeer op het noordelijkste deel van de Westelijke Hoofdlijn werd in die periode overgeheveld naar de nieuw aangelegde Grödingelijn parallel ten zuiden van het bestaande dubbelspoor. De enkelsporige aftakking tussen Älvsjö en Hemfosa werd dubbelsporig en verschillende haltes tussen Hemfosa en Nynäshamn zijn uitgebreid tot stations met passeersporen. Zo heeft de pendeltåg sinds 2017 grotendeels eigen dubbelspoor, dat gedeeld wordt met het vrachtverkeer van Järna en Nynäshamn tot aan de Mälarbanan en de Arlandabanan, alsmede geheel eigen sporen tussen Västerhaninge en Älvsjö.

### Uitbreiding
Het stadsgewestelijk net werd in de loop der tijd ook uitgebreid met nieuwe stations. Station Flemingsberg werd geopend in februari 1988 en Södertälje-zuid laag (aan de lijn tussen Södertälje en Gnesta) werd geopend in september 1995. In 2001 werd het traject Kungsängen-Bålsta ingehuldigd en naast het SJ-verkeer kreeg Bålsta ook een aansluiting op de pendeltåg als een van de drie noordelijke eindpunten. De stations Årstaberg en Gröndalsviken werden respectievelijk in 2006 en 2008 in gebruik genomen (Gröndalsviken verving station Nynäs Havsbad, dat toen werd gesloten). Op 9 december 2012 werd een nieuwe lijn geopend tussen Älvsjö en Uppsala, via Stockholm C en Arlanda Airport. Op 10 juli 2017 begon het verkeer op de Citybanan, een spoorwegtunnel onder het centrum van Stockholm die zich uitstrekt van het zuiden van Stockholm tot Tomteboda. Door de voltooiing van de tunnel werd de spoorcapaciteit door Stockholm theoretisch verdubbeld en kreeg het forensentreinverkeer twee nieuwe stations en eigen sporen op de route. De opening van Citybanan betekende dat de oudere treinen X1 en X10 uit dienst werden genomen omdat ze niet voldeden aan de nieuwe veiligheidsregels voor de nieuwe route. In de praktijk werd de spoorcapaciteit niet zozeer verhoogd omdat er op de oude lijn 24 treinen per uur per richting waren, waaronder 16 forensentreinen en acht langeafstandstreinen, en door de traagheid van de perrondeuren was het ondanks de eigen sporen sowieso niet mogelijk om veel meer dan 16 forensentreinen per uur en richting te laten rijden. Daarnaast was er aanvankelijk een tekort aan voertuigen omdat niet alle ingekochte treinen werden geleverd.

## Lijnen
Het stadsgewestelijk net omvat vier hoofdlijnen met 54 stations en dagelijks rond de 368.000 instappers, wat neer komt op ongeveer 125 miljoen ritten per jaar en daarmee ruim de helft van het totaal aantal treinreizen, 246 miljoen per jaar (excl. De 440 miljoen metroreizen), in Zweden. Per dag worden 6,5 miljoen reizigerskilometers, rond de 2,2 miljard per jaar, afgelegd. Het totaal aantal treinkilometers bedraagt 13,5 miljard en dat van de metro 2,4 miljard per jaar. De meeste stations liggen in de provincie Stockholm. Drie, namelijk Uppsala C, Knivsta en Bålsta, liggen in Uppsala en Gnesta ligt in Södermanland. Op de routes Kungsängen–Västerhaninge, Märsta–Älvsjö en Uppsala C–Södertälje centrum rijdt overdag elk kwartier en 's avonds eens per half uur een trein. Op de buitenste delen is de frequentie lager en in de spits rijden er spitstreinen op de centrale delen, voornamelijk van en naar Bro, Kallhäll, Tumba en Södertälje centrum. De lijnen zijn genummerd binnen het systeem van de SL waarbij de pendeltåg de kleur lila en de nummers beginnend met een 4 heeft gekregen.
| Lijn                        | Route                                                 | Reistijd                    | Lengte | Stations |
| --------------------------- | ----------------------------------------------------- | --------------------------- | ------ | -------- |
| 40                          | Uppsala C – Arlanda C – Stockholm City – Södertälje C | 1:41                        |        | 25       |
| 41                          | Märsta – Stockholm City – Södertälje C                | 1:24                        | 74 km  | 24       |
| 42X                         | Märsta – Stockholm City – Nynäshamn                   | 1:27                        |        | 26       |
| 43                          | Bålsta – Stockholm City – Nynäshamn                   | 1:45                        | 105 km | 28       |
| 43X                         | Kallhäll – Stockholm City – Nynäshamn                 | 1:22                        | 84 km  | 24       |
| 44                          | Kallhäll – Stockholm City – Tumba                     | 0:52                        |        | 15       |
| 48                          | Södertälje centrum – Gnesta                           | 0:24                        | 30 km  | 6        |
| Totaal stadsgewestelijk net | Totaal stadsgewestelijk net                           | Totaal stadsgewestelijk net | 241 km | 54       |

## Reizigersverkeer
Het verkeer op de twee hoofdlijnen op de routes Märsta-Södertälje centrum en Bålsta-Nynäshamn wordt verzorgd met een starre dienstregeling waarbij per richting ieder half uur een trein rijdt van vijf uur 's ochtends tot één uur 's nachts. Overdag geldt een interval van 15 minuten en in de spits rijden versterkingstreinen op het centrale deel waardoor de frequentie daar nogmaals verdubbeld. Op delen Bålsta-Kungsängen, Västerhaninge-Nynäshamn en Upplands Väsby-Uppsala geldt de hele dag een halfuursdienst. Op het gemeenschappelijke traject tussen Odenplan en Älvsjö rijdt er in de spits gemiddeld één trein per vier minuten in elke richting. Ten noorden van Kungsängen wordt om de trein doorgereden naar Bålsta. In de zomer rijden forensentreinen met een beperkte dienstregeling.
De forensentreinen bestaan uit treinstellen van de serie X60. De langste treinsamenstelling is 214 meter en kan ongeveer 1.800 passagiers vervoeren, waarvan 750 zittend.De topsnelheid is 160 km/u, de gemiddelde reissnelheid inclusief stoppen bij de stations is ongeveer 60 km/u.

## Stations
Het stadsgewestelijk net heeft 54 stations die grotendeels zijn ontworpen met een eilandperron en een of twee toegangen met OV-poortjes. Sommige overstapstations hebben echter meerdere perrons. Op de routes Södertälje syd-Gnesta en Västerhaninge-Nynäshamn zijn er geen OV-poortjes en worden de kaartjes aan boord van de trein verkocht. Op de route Arlanda-Uppsala C zijn er geen OV-poortjes en zijn er geen treinbegeleiders aan boord, hoewel er regelmatig kaartcontroles worden uitgevoerd. Het kaartje moet daarom worden gekocht en geactiveerd voor het instappen.
De forensentreinen rijden op de sporen van het nationale spoorwegnet die aan de pendeltåg zijn toebedeeld. Afgezien van omleidingen in geval van grote verkeersverstoringen en incidentele goederentreinen, worden deze ook alleen door de pendeltåg gebruikt. Op de routes Tomteboda-Spånga, Kallhäll-Bålsta, Upplands Väsby-Märsta, Upplands Väsby-Arlanda-Uppsala en Järna-Gnesta rijdt de pendeltåg echter over dezelfde sporen als het overige treinverkeer. Op acht stations kan worden overgestapt op stoptreinen en zes bieden een overstap op de metro of sneltram. De perrons zijn doorgaans hoger dan de standaard Zweedse perrons wat het instappen vergemakkelijkt. Stations waar ook stoptreinen en langeafstandstreinen stoppen langs hetzelfde perron, zoals Arlanda en Knivsta , hebben wel de standaard hoogte.

## Reizigers aantallen
Dagelijks worden er zo'n 368.000 ritten gemaakt met de pendeltåg. Het drukste station is Stockholm City, dat de eerste plaats overnam van Stockholm C dat voor 2017 het drukste was en had het iets meer dan 64.000 instappers per dag. De rustigste is Hemfosa dat ongeveer 150 reizigers per dag heeft. Het drukste traject is de tak naar Södertälje met bijna 70.000 instappers per dag. In totaal worden op een normale doordeweekse dag meer dan 6 miljoen reizigerskilometers gemaakt met forensentreinen.
De 10 drukste stations (aantal instappers in de winter doordeweeks in 2018):
1. Stockholm City (59.900)
2. Stockholm Odenplan (37.400)
3. Stockholms södra (18.800)
4. Solna (18.600)
5. Älvsjö (17.300)
6. Flemingsberg (12.800)
7. Sundbyberg (12.700)
8. Sollentuna (12.500)
9. Årstaberg (11.800)
10. Jakobsberg (11.300)

## Kwaliteit
In de loop der jaren heeft de pendeltåg te kampen gehad met stiptheid en uitval. De stiptheid, die wordt gemeten in het aandeel vertrekkende treinen dat niet meer dan 3 minuten te laat is en niet meer dan 1 minuut voorloopt op schema, was 90,4% in 2009, wat het slechtste is van de verschillende vervoerswijzen van SL, maar tegelijkertijd aanzienlijk beter dan de voorgaande tien jaar. Ook het percentage geschrapte treinen is hoog. In 2009 werd 1,5% van alle treinen geschrapt.
SL ondervraagt regelmatig passagiers over waargenomen kwaliteit en in het najaar van 2010 zei 59% dat ze tevreden waren met forensentreindiensten. De grootste ontevredenheid werd gevonden onder reizigers richting Nynäshamn, waar slechts 47% tevreden was met het verkeer. In 2007 startten Banverket, SJ AB en SL een gezamenlijk project om treinvertragingen in Mälardalen te verminderen. Het resultaat was een lijst van 44 maatregelen om vertragingen tegen 2010 te halveren.

## Rollend materieel
| Periode    | Serie | Aantal stoelen | Breedte [cm] | Opstelling 2 kl | Beenruimte 2 kl [cm] | Klimaatregeling | vMax [km/h] | Lengte over buffers [mm] | Leeggewicht [t] | Aantal bakken | Vermogen [kW] | Aantal assen | Bouwjaar  | In dienst |
| ---------- | ----- | -------------- | ------------ | --------------- | -------------------- | --------------- | ----------- | ------------------------ | --------------- | ------------- | ------------- | ------------ | --------- | --------- |
| jaren 1950 | X6    | (302)          | 314          | 2 + 3           | ?                    | nee             | 100         | 73 720                   | 144,6           | 3             | 1 100         | 12           | 1960      | 1960–1970 |
| jaren 1960 | X1    | 196            | 314          | 2 + 3           | (80)                 | nee             | 120         | 49 550                   | (70)            | 2             | 1 120         | 8            | 1967–1975 | 1967–2011 |
| jaren 1980 | X10   | 184            | 308          | 2 + 3           | 80                   | nee             | 140         | 49 868                   | 100             | 2             | 1 280         | 8            | 1982–1993 | 1983–2017 |
| jaren 2000 | X60   | 374            | 326          | 2 + 3           | 80                   | ja              | 160         | 106 500                  | 206             | 6             | 3 000         | 14           | 2005–2016 | 2005–     |

## Depots
Sinds 1968 worden de forensentreinen opgesteld en onderhouden in het depot van Älvsjö. In 2006 werd bij Bro een tweede depot in gebruik genomen. Een ander depot is gebouwd in de haven van Södertälje. Daarnaast zijn er opstelsporen op een aantal stations zoals Kungsängen, Märsta, Upplands Väsby, Västerhaninge, Sundbyberg, Tumba en Ulriksdal.

## Toekomst

### Uitbouw
- Tomteboda–Kallhäll. Het gedeelte tussen Tomteboda en Kallhäll op Mälarbanan is een druk bereden traject en er werd dan ook besloten om de lijn uit te bouwen tot vier sporen. De bouw van het traject Kallhäll-Barkarby begon in november 2012 en het traject werd in 2016 voltooid. In 2012 werd begonnen met de uitwerking van de plannen voor de baanvakken Barkarby-Duvbo en Tomteboda-Huvudsta.

De Zweedse vervoersautoriteit en de stad Solna hebben overeenstemming bereikt over het traject via de stad Solna. Dit betekent dat het spoor door de gemeente in een tunnel komt en dat er een nieuw forensenstation wordt gebouwd in Huvudsta.
De vroegst mogelijke start van de bouw van het traject is in 2024, met een geschatte bouwtijd van 8 jaar. Het station Huvudsta zal dan twee jaar later gereed zijn.
- Uppsala-Arlanda. Door het traject Uppsala-Arlanda uit te bouwen tot vier sporen kunnen meer haltes voor de pendeltåg onderweg worden gerealiseerd, de meest genoemde plaatsen zijn Bergsbrunna en Alsike. Het is echter onzeker wanneer zo'n uitbouw kan plaatsvinden. Op 11 december 2017 werd het Uppsala-pakket gepresenteerd, een overeenkomst tussen de staat, regio Uppsala en de gemeente Uppsala over investeringen in huisvesting en infrastructuur in Uppsala. Volgens het pakket zal een treinstation in Bergsbrunna in 2029 klaar zijn.

### Nieuwe routes
Het openbaarvervoerplan 2050 van de regio Stockholm vermeldt plannen voor forensentreinverkeer van Södertälje C naar Vagnhärad en Strängnäs. Deze twee lijnen, samen met lijn 48, zouden Södertälje een eigen, kleiner forensenspoornetwerk geven.